# Теслярська сокира

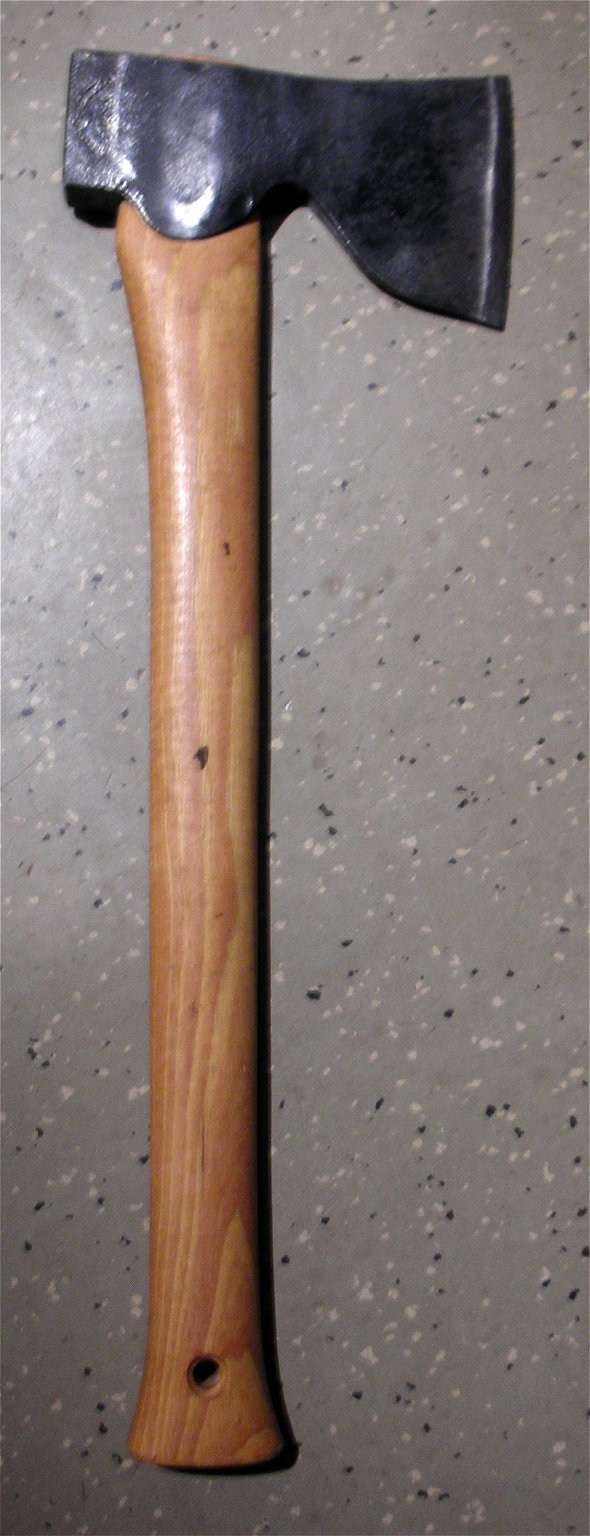
Шведська теслярська сокира

Теслярська сокира, іноді теса́к — сокира, призначена для теслярських робіт. Існують багато різновидів теслярських сокир за формою та розміром.

## Сокира у теслярстві
Сокира є головним та незамінним інструментом тесляра. Багато давніх дерев'яних будов рубалися одною сокирою у буквальному сенсі цього слова. Сокира слугувала замість пилки, рубанка, молотка, долота. Бути теслярем тоді значило майстерно володіти сокирою. Недарма у деяких діалектах тесляр здавна звався ще «сокирником».
Теслярські сокири бувають трьох основних розмірів: легкі — близько 1 кг, середні — 1,5 кг, важкі — понад 1,7 кг. Легкі сокири (до 1 кг) можуть уживатися також і при столярних роботах.
Сокира має бути добре загострена. Оптимальний кут загострення — 35 градусів. При меншому куті лезо застрягатиме у деревині, а на сучках, до того ж може викришитися та погнутися. Замість шаблона для загострення сокири можна використовувати клаптик бляхи з вирізаним кутом 35°. У старовину деякі сокири мали леза загострені тільки з одного боку: або з правого, або з лівого — для зручності обтісування.
Оптимальна вага сокири — близько 1,5 кг. Легша сокира вимагає значних зусиль при обробленні колод, важча — незручна у роботі.
Оптимальна довжина сокирища — близько 44 см. Робоча рука обхоплює сокирище перед потовщенням, тому його переріз у цьому місці має бути краплеподібної форми. При такій формі сокира усталеніше фіксується у руці, отже, рухи стають точнішими.

## Види теслярських сокир
- Сокира з прямим лезом — призначена для вирівнювання пласких поверхонь
- Сокира з округлим лезом — призначена для вирубання виїмок. Завдяки формі лезо легше входить у дерево, ніж пряме.
- Тесло — різновид теслярської сокири, з лезом, перпендикулярним сокирищу (як у мотики). Уживається для гарування колод, видовбування човнів.

## Шанцевий інструмент
Теслярська сокира з сокирищем близько 50 см завдовжки уживається як шанцевий інструмент  інженерними, мотострілецькими, танковими та артилерійськими підрозділами.
Окрім того, входить до складу ЗІПа майже всіх типів армійської техніки. Вона використовується при розчищенні обстрілу, для заготовляння кілля, хмизу та інших лісових матеріалів для маскування, влаштування бійниць, ніш, перекриттів окопів тощо.